# NGC 2635
NGC 2635 is een open sterrenhoop in het sterrenbeeld Kompas. Het hemelobject werd op 2 februari 1835 ontdekt door de Britse astronoom John Herschel.
NGC 2635 bevindt zich, vanaf de aarde gezien, iets meer dan een halve graad ten noordwesten van de dubbelster Beta Pyxidis.

## Synoniemen
- OCL 728
- ESO 371-SC1